# Лесные Поляны (Щёлковский район)
Лесные Поляны — посёлок в составе городского округа Щёлково (1994—2006 гг. — посёлок Осеевского сельского округа, 2006 - 2018 - посёлок в составе городского поселения Монино).

## Население
| 2002 | 2006 | 2009 | 2010 | 2012 | 2013 | 2014 |
| ---- | ---- | ---- | ---- | ---- | ---- | ---- |
| 185  | ↗191 | ↘183 | ↗223 | →223 | ↘211 | ↗220 |
| 2015 | 2016 | 2017 | 2018 | 2019 |      |      |
| ↗232 | ↘228 | ↗231 | ↘226 | →226 |      |      |

## География
Посёлок Лесные Поляны расположен на северо-востоке Московской области, в южной части городского округа Щёлково, примерно в 22 км к востоку от Московской кольцевой автодороги и 13 км от одноимённой железнодорожной станции города Щёлково.
В 1 км восточнее посёлка проходит Монинское шоссе Р109, в 8 км к северо-западу — Щёлковское шоссе А103, в 3 км к югу — Горьковское шоссе М7, в 0,5 км к юго-западу — пути хордовой линии Мытищи — Фрязево Ярославского направления Московской железной дороги. Ближайшие населённые пункты — город Лосино-Петровский и рабочий посёлок Монино, ближайшая железнодорожная станция — Монино.
В посёлке три улицы — Берёзовая, Заводская и Сосновая.